# Adelante (álbum de Quilapayún)
Adelante es el duodécimo álbum de estudio oficial de la banda chilena Quilapayún, publicado en 1975.

## Lista de canciones
| N.º | Título                                               | Letras                            | Música                      | Duración |  |
| 1.  | «Susurro»                                            | instrumental                      | Rodolfo Parada *            |          |  |
| 2.  | «Malembe»                                            | Quilapayún                        | popular cubana & Quilapayún |          |  |
| 3.  | «Pido castigo»                                       | Pablo Neruda ***                  | Eduardo Carrasco **         |          |  |
| 4.  | «Contraste»                                          | instrumental                      | Eduardo Carrasco *          |          |  |
| 5.  | «El plan Leopardo»                                   | anónimo chileno                   | Willy Oddó                  |          |  |
| 6.  | «Fiesta en la cocha»                                 | Hernán Gómez                      | Quilapayún                  |          |  |
| 7.  | «Premonición a la muerte de Joaquín Murieta»         | Pablo Neruda                      | Eduardo Carrasco            |          |  |
| 8.  | «Sonatina»                                           | instrumental                      | Hugo Lagos                  |          |  |
| 9.  | «La batea» (2a grabación; la 1a es de Vivir como él) | Quilapayún                        | Toni Taño *                 |          |  |
| 10. | «Otoño»                                              | instrumental                      | Eduardo Carrasco            |          |  |
| 11. | «Cueca de la solidaridad»                            | Eduardo Carrasco                  | Eduardo Carrasco            |          |  |
| 12. | «Marcha por la unidad»                               | Rodolfo Parada & Eduardo Carrasco | Eduardo Carrasco */**       |          |  |

* Arreglos por Quilapayún.
** Arreglos por Sergio Ortega.
*** Recitado por Denis Manuel.

## Créditos
Quilapayún
- Eduardo Carrasco
- Carlos Quezada
- Willy Oddó
- Hernán Gómez
- Rodolfo Parada
- Hugo Lagos
- Guillermo García